# 紫云公园
紫云公园坐落于中国天津市滨海新区的于家堡境内，总面积为33万平方米，其中，山体表面积36万平方米，主峰高达31.9米。园内有花卉4万余株，乔灌木28万株100多种，草皮16万平方米，是一座建造在盐碱滩上利用工业废料建设的环保型公园。